# Om forte
Un om forte este un tip de lider politic autoritar. Politologii Brian Bell și Dan Slater identifică guvernarea unui om forte ca o formă de guvernare autoritară caracterizată prin dictaturi autocratice care depind de forța militară, spre deosebire de alte trei categorii de guvernare autoritară, anume oligarhia (dictaturi ale unor grupuri); baronismul (dictaturi de partid autocrate); şi junta (dictatură militară oligarhică).
Un studiu din 2014, publicat în revista Anual Review of Political Science, constata că oamenii forte și juntele au mai multe șanse să se lanseze în încălcări ale drepturilor omului și războaie civile decât dictaturile civile. Cu toate acestea, militarii puternici sunt mai beligeranți decât regimurile militare sau dictaturile civile – adică, ei sunt mai susceptibili de a iniția conflicte armate interstatale. Se teoretizează că aceasta s-ar datora faptului că oamenii forte au motive mai mari să se teamă de asasinat, încarcerare sau exil după ce au fost înlăturați de la putere. Este mai probabil ca stăpânirea oamenilor forte să se încheie printr-o insurgență, o revoltă populară sau o invazie; prin contrast, guvernarea regimurilor militare și a dictaturilor civile au mai multe șanse să se încheie cu democratizare⁠(d).